# Ragvald (1774)
Ragvald var en skärgårdsfregatt av klassen Turuma konstruerad av Fredrik Henrik af Chapman och skeppet byggdes och sjösattes i Karlskrona 1774. Hon är uppkallade efter Ragnvald Knaphövde.

## Tjänstehistoria
Ragvald deltog i Gustav III:s ryska krig och erövrades av ryssarna efter en lång strid under första slaget vid Svensksund.
Fartyget ingick sedan i den ryska flottan och sjönk som blockskepp 1808.